# The Face
The Face é uma revista mensal de música, moda e cultura britânica publicada originalmente de 1980 a 2004 e relançada online em abril de 2019 pelo atual dono Wasted Talent. A primeira versão física da nova era foi lançada em setembro de 2019.